# より子。のオールナイトニッポンR
より子。のオールナイトニッポンR（よりこのオールナイトニッポンアール）はニッポン放送の深夜放送オールナイトニッポンRの水曜日で、シンガーソングライターのより子（当時より子。名義）がパーソナリティを担当したラジオ番組。2003年4月2日 - 9月24日に放送された。また番組終了後にもオールナイトニッポンRスペシャルナイト枠で複数回単発放送されている。
前番組はオールナイトニッポンR（週替わり枠）。

## 概要
オールナイトニッポンRスペシャルナイトの水曜枠が土曜枠に移行したのを期に水曜日レギュラー枠を設け、そのレギュラーパーソナリティーに抜擢されたのが、当時インディーズながらアルバム『Aizenaha』とその収録曲「ほんとはね。」で世間の注目を浴びていたシンガーソングライターのより子であった。番組のレギュラー開始以前から単発でのオールナイト枠パーソナリティーを務めた経験があり、また『LF+RフライングNIGHT』や『オールナイトニッポンレコード』に準レギュラー出演していたことがパーソナリティーに起用された要因である。
同番組内では番組開始時から「自分の曲は一切歌わない」と本人自ら公言していた。そのため、番組内のコーナー「夜明け前のリクエスト」で披露されたのは最終回を除き全て他アーティストのカバー曲である。番組内でカバーした楽曲は後述を参照。
当時は本人が地名に対する知識に乏しかったため、メール・ハガキを読み上げる際に市区町村名が読めず、進行を一時中断してしまうこともしばしばであった。
この当時は、当時の所属事務所であるハーモニープロモーション社長の和田薫の要望により同番組を中心にラジオでの活動に限定していたが、オールナイト枠のパーソナリティーを務めているということから、2003年8月に横浜アリーナで行われたニッポン放送のイベント「そんなのアリーナ!?アマゾン」に出演した。しかし結果的にこのイベント出演など目まぐるしく変わる環境が自身の重圧となっていった。オールナイトニッポンRの月～木曜枠の終了が決定するとともに、同番組内で自身の活動休止を発表し、リスナーに衝撃を与えた。

## 放送日
レギュラー回
- 2003年4月2日 - 9月24日（7月16日は放送休止） 毎週水曜日 27:00 - 28:30

単発回
- 2002年11月27日（オールナイトニッポンRスペシャルナイト水曜枠に放送）
- 2004年8月6日
- 2005年4月9日（この回より『より子のオールナイトニッポンR』に改称）
- 2005年10月14日
- 2006年3月10日

## 夜明け前のリクエスト
番組終盤の28:10頃、タイトル通り夜明け前に行われたコーナー。他アーティストの楽曲をスタジオ内に設置されたキーボードで弾き語りカバーをするというもの。番組およびより子自身の意向により、自身の曲は一切オンエアしない方針を放送開始以来貫いていたが、最終回では、番組が最終回であることとファンからの要望、また活動休止前の歌い納めの意味で、自身の楽曲「ほんとはね。」（アルバム『Aizenaha』収録）をセルフカバーという形で披露した。

### カバーした楽曲
1. 桜坂（福山雅治、4月2日）
2. STARS（中島美嘉、4月9日）
3. 世界に一つだけの花（SMAP、4月16日）
4. Tears In Heaven（エリック・クラプトン、4月23日）
5. 月のしずく（RUI（柴咲コウ）、4月30日）
6. 空がきれい（RAG FAIR、5月7日）
7. あなた（小坂明子、5月14日）
8. 月光（鬼束ちひろ、5月21日）
9. 一雫（ZONE、5月28日）
10. こいのうた（GO!GO!7188、6月4日）
11. I Don't Want To Miss A Thing（エアロスミス、6月11日）
12. Swallowtail Butterfly 〜あいのうた〜（YEN TOWN BAND、6月18日）
13. 抱きしめたい（Mr.Children、6月25日）
14. We Are The World（USAフォー・アフリカ、7月2日）
15. First Love（宇多田ヒカル、7月9日）
16. クリスタル・ゲージ（GARNET CROW、7月23日）
17. 会いたい（沢田知可子、7月31日）
18. 少年時代（井上陽水、8月6日）
19. Love Somebody（織田裕二、8月13日）
20. Baby if,（Fayray、8月20日）
21. THUNDERBIRD（T.M.Revolution、8月27日）
22. secret base 〜君がくれたもの〜（ZONE、9月3日）
23. 想い出がいっぱい（H2O、9月10日）
24. 未来予想図II（DREAMS COME TRUE、9月17日）
25. ほんとはね。（9月24日）

## その他
- 公式では自身の英語表記を「YORICO」としているため、番組内では必ず本人が「より子。の子はKOではなくCOです!!」あるいは「エコ（eco）のCOです!!」と強調していた。

| オールナイトニッポンR | オールナイトニッポンR                                          | オールナイトニッポンR                    |
| --------------------- | -------------------------------------------------------------- | ---------------------------------------- |
| 前担当週替わり        | より子。のオールナイトニッポンR 水曜 27:00 - 28:30[[より子。]] | 次担当オールナイトニッポンエバーグリーン |